# 諏訪湖スタジアム
諏訪湖スタジアム（すわこスタジアム）は、長野県諏訪市の諏訪中央公園内にある野球場。

## 概要
諏訪湖畔に位置し、諏訪湖流域下水道の終末処理場に隣接する諏訪中央公園内にある。鴨池川と宮川の二つの川に挟まれ、さらに諏訪湖も近いために地盤が弱く、工事は困難を極めたものの1995年に竣工、こけら落としの試合としてプロ野球イースタン・リーグ戦が行われた。
主に高校野球やアマチュア野球に使用されているが、2007年からはベースボールチャレンジリーグの信濃グランセローズが公式戦を開催している。
1・3塁側に大きなガラス張りの側壁（室内ブルペン部分）があったり、照明灯が丸い形をしていたり、またファウルゾーンのみが人工芝などの点が特徴である。
スコアボードは得点表示が磁気反転式で選手名の部分が手動式だったが、2010年12月に改修されて選手名の部分も磁気反転式になった(6文字まで対応)。
2017年（平成29年）4月1日より5年間、諏訪信用金庫が命名権を取得し、「しんきん諏訪湖スタジアム」の名称となる。契約料は年間170万円。2022年2月、諏訪信用金庫との命名権契約をさらに5年間更新（使用料は従来と同じ）することが発表された。
2025年（令和7年）6月10日までにナイター用照明に使用する銅線ケーブルが盗難に遭っていることが判明。夜間利用ができなくなった。

## 施設概要
- 構造：鉄筋コンクリート造
- 内野：クレー舗装、外野：天然芝、ファウルゾーン：砂入り人工芝
- 両翼：98m、中堅：122m
- 照明設備：照明灯：6基
- 収容人員：7,000人（内野:4,000人、外野芝生席:3,000人）

## 交通
- JR中央本線上諏訪駅より車で10分（市内循環バス「かりんちゃんバス」で10分）
- 中央自動車道諏訪インターチェンジより車で10分

## 近隣施設
- すわっこランド
- 諏訪市原田泰治美術館
- SUWAガラスの里
- 片倉館・諏訪市美術館
- 北澤美術館
- 高島城
- 諏訪市役所